# Buschrodt
Buschrodt är en ort i Luxemburg.   Den ligger i distriktet Diekirch, i den nordvästra delen av landet, 28 kilometer nordväst om huvudstaden Luxemburg. Buschrodt ligger 383 meter över havet och antalet invånare är 118.
Terrängen runt Buschrodt är platt söderut, men norrut är den kuperad.  Närmaste större samhälle är Ettelbruck, 12,3 kilometer öster om Buschrodt. 
Omgivningarna runt Buschrodt är en mosaik av jordbruksmark och naturlig växtlighet. Runt Buschrodt är det ganska tätbefolkat, med 60 invånare per kvadratkilometer.